# Ейженс Лаубе
Ейжен Лаубе (латис. Eižens Laube; 25 травня 1880, Рига, Російська імперія — 21 липня 1967, Портленд (Орегон), США) — латиський архітектор, один з найяскравіших представників Латвійского національного романтизму.

## Біографія
Народився в Ризі, в сім'ї переїхавшого з Смілтене майстра-гончара, який займався дрібною торгівлею. Вітчим його матері був будівельним підрядником з великою практикою і хлопчик з ранніх років був знайомий з будівництвом і кресленнями. Наявний художній талант розвинувся і зміцнів у студентські роки. Після навчання в Ризькому реальному училищі Петра I вступив на архітектурне відділення Ризького політехнічного інституту, який закінчив у 1906 році.
Рік пропрацював помічником в архітектурному бюро Костянтина Пекша. Ще студентом у 1904 побував в Фінляндії, ознайомився з місцевою архітектурою і завів особисті контакти з фінськими архітекторами. З метою підвищення кваліфікації багато їздив по країнах Європи, в 1909 був в Швеції, Данії та Німеччини, потім в 1910 в Німеччині і Франції. Надалі був зайнятий самостійною архітектурною практикою.
Одночасно викладав в Ризькому політехнічному інституті (1907-1917), Балтійської технічної вищій школі (1918-1919), Латвійському університеті (1919-1944). У 1920-х — 1930-х — почесний доктор архітектури, професор і декан архітектурного факультету Латвійському університеті.
Архітектурно-проектне бюро, яке належало Ейжен Лаубе, перебувало в збудованому за його проектом будівлі на вулиці Лачплеша 70а. Лаубе — автор 83 побудованих в Ризі багатоповерхових кам'яних житлових і громадських будівель, а також великої кількості інших будівель, всього близько двохсот. Лаубе дуже ретельно підходив до декоративної обробки. Він застосовував натуральні матеріали — дерево, тесаний камінь; використовував при обробці фасаду всю орнаментальну палітру, надзвичайно популярну в символіці модерну . Багато в чому, завдяки Лаубе центр Риги придбав оригінальний і впізнаваний вигляд.
За часів Першої Латвійської Республіки став практично урядовим архітектором, улюбленцем Карліса Улманіса. Його роботи, як і раніше професійно бездоганні, придбали деяке офіційне забарвлення. За його ескізами був перероблений актовий зал Латвійського університету, побудована вежа Трьох зірок в Президентському палаці і обладнаний інтер'єр Червоного залу.
Опублікував кілька десятків наукових робіт по архітектурним стилям і інших питань. Учасник численних комісій і громадських організацій. З моменту заснування Національного будівельного комітету (1936) був беззмінним керівником комісії з архітектурних питань. Творець першого латиською мовою спеціалізованого журналу «Latvijas Architektūra» («Латвійська архітектура»), що виходив у 1938–1940. Почесний член-кореспондент Королівського інституту британських архітекторів (1937). Кавалер Ордена Трьох зірок III (1929) і IV (1926) ступеня, нагороджений орденом Хрест визнання II ступеня (латис. Atzinības krusts Atzinības krusts) в 1938. Лицар I класу шведського Ордена Васи. Лауреат Національної премії(латис. Tēvzemes balva Tēvzemes balva) 1940.
Один з підписантів Меморандуму Центральної Ради Латвії від 17 березня 1944.
У 1944 емігрував до Німеччини, жив в Берліні, потім переїхав в Піннеберг, недалеко від Гамбурга (1947), був деканом Архітектурного факультету Балтійського університету. Після, на запрошення сина, переїхав в США (1950). До 1955 працював в архітектурному бюро міста Олімпія (штат Вашингтон). Потім його новим місцем проживання стало Портленд (штат Орегон), де була написана програмна книга «The Manifestation of Architecture» («Архітектурна маніфестація»), підводила підсумок багаторічної творчості.

## Основні роботи
- Банк Торгово-ремісничого суспільства взаємного кредиту на вулиці Брівібас, 33.
- Прибутковий будинок на вулиці Брівібас, 47.
- Прибутковий будинок на вулиці Брівібас, 62.
- Прибутковий будинок на вулиці Крішьяня Валдемар, 67.
- «Романовський базар» на вулиці Лачплеша, 70.
- Прибутковий будинок на бульварі Кронвальд, 10 (у співавторстві з К. Пекшеном)
- Будівля Ризького латиського суспільства на вулиці Меркеля, 13 (у співавторстві з Е. Поле)
- Готель в Кемері
- Реконструкція Ризького замку

## Обрані публікації
- Eižens Laube. Krāsu un formu loģika. — Rīga, 1921
- Eižens Laube. Raksti par arhitektūru. — Linkolna, 1960